# Kelly Harrell
Crockett Kelly Harrell (* 13. September 1889 im Wythe County, Virginia; † 9. Juli 1942) war ein US-amerikanischer Old-Time-Musiker.

## Leben

### Kindheit und Jugend
Kelly Harrell stammte aus einer Gegend nahe der Grenze Virginias und North Carolinas, in denen außerordentlich viele einflussreiche Old-Time-Musiker lebten und arbeiteten. Aufgewachsen in Fries, Virginia, arbeitete er bereits mit 14 Jahren in den Textilfabriken der Umgebung. Obwohl Harrell kein Instrument spielte (was für Old-Time-Musiker ungewöhnlich war), liebte er es zu singen und verbrachte viel Zeit mit Arbeitskollegen, um zusammen zu musizieren. Als junger Mann lernte Harrell Henry Whitter kennen, ebenfalls Arbeiter aus der Umgebung und ab 1923 professioneller Musiker.

### Karriere
Im Januar 1925 reiste Harrell nach New York City, wo er seine ersten Aufnahmen für Victor Records machte. Begleitet von unbekannten Studiomusikern spielte er New River Train, Rovin’ Gambler, I Wish I Was Single Again und Butcher’s Boy ein, allesamt traditionelle Stücke, die ebenfalls von vielen anderen Künstlern seiner Zeit aufgenommen wurden (Henry Whitter, Vernon Dalhart, Buell Kazee, später auch Bill Monroe). Im August begleitete Harrell seinen Freund Henry Whitter nach Asheville, North Carolina, wo beide eine reihe von Songs aufnahmen. Harrell wurde bei seinen Songs von Whitter an der Gitarre und Mundharmonika begleitet – ein eher zweifelhaftes Vergnügen, denn Whitter war kein talentierter Musiker. Bei der Aufnahme Wild Bill Jones spielte er beispielsweise die ganze Zeit in der falschen Tonlage.
Ein Jahr später reiste Harrell erneut nach New York, wo er – begleitet von Studiomusiker Carson Robison – über drei Tage verteilt für Victor insgesamt 13 Songs einspielte, darunter Neuaufnahmen seiner vier ersten Victor-Titel vom Januar 1925. Die durchschnittlichen Verkäufe seiner Platten und damit auch die geringen Zahlungen der Plattenfirmen demotivierten Harrell und Ende 1926 zog er ins Henry County, wo er einen lukrativeren Job in der Fieldcrest Mill annahm. Kurz darauf machte er Bekanntschaft mit der Virginia String Band, einer Gruppe die unter anderem aus Gitarrist Alfred Steagall und Banjo-Spieler R.D. Hundley bestand, und nutzte sie ab diesem Zeitpunkt als seine Hintergrundband. Als Harrell im März 1927 wieder nach New York reiste, brachte er seine eigene Band ins Studio.
Bis 1929 folgten weitere Sessions für Victor mit der Virginia String Band, unter den Musikern befanden sich auch Lonnie Austin und Posey Rorer, die in Charlie Pooles North Carolina Ramblers spielten. Während seiner letzten Session stellte Victor ihm jedoch wieder die Studiomusiker Roy Smeck an seine Seite, da es dem Label zu teuer war, Harrells Band zu bezahlen. Die Weltwirtschaftskrise zerstörte schließlich Harrells Karriere als Musiker. Zusammen mit der Virginia String Band spielte er auf lokaler Ebene bis in die frühen 1930er-Jahre. Trotzdem versuchte er in den 1930er-Jahren, wieder einen Plattenvertrag zu bekommen, jedoch war kein Label mehr an ihm interessiert. Sein kommerziell größter Erfolg war Away Out on the Mountain, den er 1927 über Radio WWNC sang und der danach von Jimmie Rodgers gecovert wurde.
Harrell starb 1942 im Alter von 52 Jahren während der Arbeit an einem Herzinfarkt.

## Diskographie
| Jahr                    | Titel                                                                   | #       | Anmerkungen                                |
| ----------------------- | ----------------------------------------------------------------------- | ------- | ------------------------------------------ |
| Victor Records          |                                                                         |         |                                            |
|                         | I Wish I Was Single Again / Butcher’s Boy                               | 19563   |                                            |
|                         | New River Train / Rovin’ Gambler                                        | 19596   |                                            |
| OKeh Records            |                                                                         |         |                                            |
|                         | I Was Born About 10.000 Years Ago / Wild Bill Jones                     | 40486   |                                            |
|                         | I’m Going Back to North Carolina / Be at Home Soon Tonight, My Dear Boy | 40505   |                                            |
|                         | Peg and Awl / I Was Born in Pennsylvania                                | 40544   |                                            |
|                         | The Wreck on the Southern Old 97 / Blue Eyed Ella                       | 7010    |                                            |
| Victor Records          |                                                                         |         |                                            |
|                         | My Horses Ain’t Hungry / Hand Me Down My Walking Cane                   | 20103   |                                            |
|                         | New River Train / Rovin’ Gambler                                        | 20171   |                                            |
|                         | I Wish I Was Single Again / Butcher’s Boy                               | 20242   |                                            |
|                         | Oh Molly Dear Go Ask Your Mother / Broken Engagement                    | 20280   |                                            |
|                         | Bright Sherman Valley / Dying Hobo                                      | 20527   |                                            |
|                         | Beneath the Weeping Willow Tree / By and By You Will Forget Me          | 20535   |                                            |
|                         | In the Shadow of the Pine / I’m Nobody’s Darling on Earth               | 20657   |                                            |
|                         | Henry Clay Beattie / Charles Giteau                                     | 20797   |                                            |
|                         | I Love My Sweetheart the Best / I Want a Nice Little Fellow             | 20867   |                                            |
|                         | Row Us Over the Tide / I Have No Loving Mother Now                      | 20935   | mit Henry Norton                           |
|                         | For Seven Long Years I’ve Been Married / Charley, He’s a Good Old Man   | 21069   |                                            |
|                         | My Name is John Johannah / My Wife, She Has Gone and Left Me            | 21520   | als „Kelly Harrell (Virginia String Band)“ |
|                         | The Henpecked Man / Cave Love Has Gained the Day                        | 23689   |                                            |
|                         | I Heard Somebody Call My Name /?                                        | 23747   | B-Seite von Bob Miller                     |
|                         | The Cuckoo She’s a Fine Bird / Oh, My Pretty Monkey                     | V-40047 |                                            |
|                         | She Just Keep Kissing On / All My Sins Are Taken Away                   | V-40095 |                                            |
| Unveröffentlichte Titel |                                                                         |         |                                            |
| 1925                    | - I Want a Nice Little Fellow - Little Mohee                            | OKeh    |                                            |
| 1929                    | - Are You Going to Leave Your Old Home Today?                           | Victor  |                                            |